# Katalase

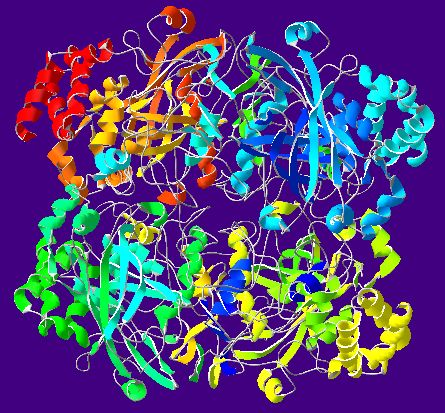
Model

Katalase (1.11.1.6) is een enzym dat zich bevindt in de peroxisomen van eukaryote cellen, plantencellen en cellen van aerobe bacteriën. Het enzym zet waterstofperoxide in water en zuurstofgas om, een exotherme reactie.
{\displaystyle {\ce {2 H_2 O_2 -> 2 H_2 O + O_2 + warmte}}}
Katalase kan ook giftige stoffen met behulp van waterstofperoxide oxideren.
{\displaystyle {\ce {H_2 O_2 + RH_2 -> 2 H_2 O + R}}}
Fenolen, mierenzuur, formaldehyde en alcoholen zijn voorbeelden van organische verbindingen die in deze chemische reactie met een {\displaystyle {\ce {R}}} zijn weergegeven.